# Калюжный, Наум Михайлович
Наум Михайлович Калюжный (настоящая фамилия — Шейтельман) (8 марта 1886, с. Устивица Полтавской губернии (ныне Великобагачанского района, Полтавской области, Украины) — 17 ноября 1937, Харьков) — революционер, политический деятель, дипломат Украинской ССР, журналист.

## Биография
Родился в многодетной еврейской семье, отец был учителем. В 1902 окончил городскую школу в г. Ромны. В восемнадцатилетнем возрасте сдал экзамены при Полтавской гимназии и стал народным учителем.
С 1905 — член партии украинских социалистов-революционеров, занимался нелегальной деятельностью на Полтавщине.
В 1906—1907 находился под арестом и надзором полиции (до 1909); с 1907 создавал ячейки украинских эсеров.
Работал народным учителем. В годы Первой мировой войны служил в русской армии (1916 — август 1917).
Принадлежал к украинской партии социалистов-революционеров. Формально не входя в руководящие органы партии, играл видную роль в деятельности её левого крыла, оформившегося в марте 1919 в партию боротьбистов. Оказывал значительное влияние на её молодых лидеров.
С конца 1919 — редактировал выходившую на Украине на русском языке газету «Пролетарская правда».
Затем, в Украинской левоэсеровской партии (боротьбистов), в 1920 вступил с частью боротьбистов в УПСР (коммунистов).
С 1920 — член Коммунистической партии (большевиков) Украины.
Избирался членом Всеукраинского Центрального Исполнительного Комитета (ВУЦИК) 2—6-го созывов, кандидатом в члены ВУЦИК 7-8-го созывов.
Политкомиссар-руководитель агитационно-инструкторского поезда ВУЦИК им. Ленина, редактор поездной газеты «Рабочий и крестьянин» (укр. «Робітник і селянин», август 1920 — апрель 1921), «Сельская беднота» («Сільська біднота»), затем журнала «Красный путь» («Червоний шлях»).
С 1921 — на дипломатической работе. Член российско-украинской делегации Русско-украинско-польской комиссии по репатриации (Варшава, 1921), с августа 1921 — 1-й секретарь Полномочного представительства УССР в Германии, с сентября 1922 — 1-й секретарь Полномочного представительства УССР в Австрии, с августа 1923 по декабрь 1924 — 1-й секретарь Полномочного представительства СССР в Чехословакии.
По поручению ЦК КП(б)У организовал издание в Вене прокоммунистического ежемесячника «Новое общество» (1923—1924) под ред. С. Витика.
С января 1925 до апреля 1926 — заведующий социально-культурной секцией Наркомата рабоче-крестьянской инспекции УССР (Харьков).
С апреля 1926 до декабря 1929 — советник Полномочного представительства СССР в Чехословакии. С 1 февраля 1930 до 15 мая 1931 — в аппарате Наркомпроса УССР (заведующий Управления литературы, член Коллегии Наркомпроса, зав. Сектора литконтроля, затем — в резерве ответственных работников Наркомпроса). Позже — на издательской работе в Наркомате юстиции УССР, откуда уволился из-за болезни.
23 января 1937 сдал партбилет и подал заявление о выходе из КП(б)У по болезни.
18 сентября 1937 был арестован в Харькове по обвинению в принадлежности к Украинской военной организации. Виновным себя не признал.
Умер в Харьковской тюрьме. Следственное дело в отношении него в связи с его смертью прекращено в декабре 1937 г.

## Источник
- Енциклопедія історії України: Т. 4: Ка-Ком / Редкол.: В. А. Смолій (голова) та ін. НАН України. Інститут історії України. — К.: В-во «Наукова думка», 2007. — 528 с.: іл. (укр.)